# BS 7925-1
BS 7925-1 é um glossário de termos de teste de software, juntamente com o seu parceiro BS 7925-2 componentes de teste de software.
O padrão foi desenvolvido pelo Testing Standards Working Party e publicado em agosto de 1998. Este é um grupo voluntário dedicado ao desenvolvimento de novos testes de softwares padrões e patrocinado pelo SIGiST BCS (British Computer Society Specialist Interest Group in Software Testing).
O padrão pode ser encomendado junto ao BSI, mas não é barata. Alternativamente, os últimos exemplares gratuitos de um projeto de SIGIST padrão e um Glossário up-to-date 'living' pode ser baixado a partir das normas de teste no website.